# (31748) 1999 JG83
1999 JG83 (asteroide 31748) é um asteroide da cintura principal. Possui uma excentricidade de 0.12570680 e uma inclinação de 12.38135º.
Este asteroide foi descoberto no dia 12 de maio de 1999 por LINEAR em Socorro.